# Seo Sang-myung
Seo Sang-myung (ur. 10 września 1975) – południowokoreański zapaśnik w stylu klasycznym. Zajął 28 miejsce na mistrzostwach świata w 2002. Drugi na igrzyskach wschodniej Azji w 2001 i mistrzostwach Azji 2000. Brąz na igrzyskach wojskowych w 1999 roku.